# Ettringiet

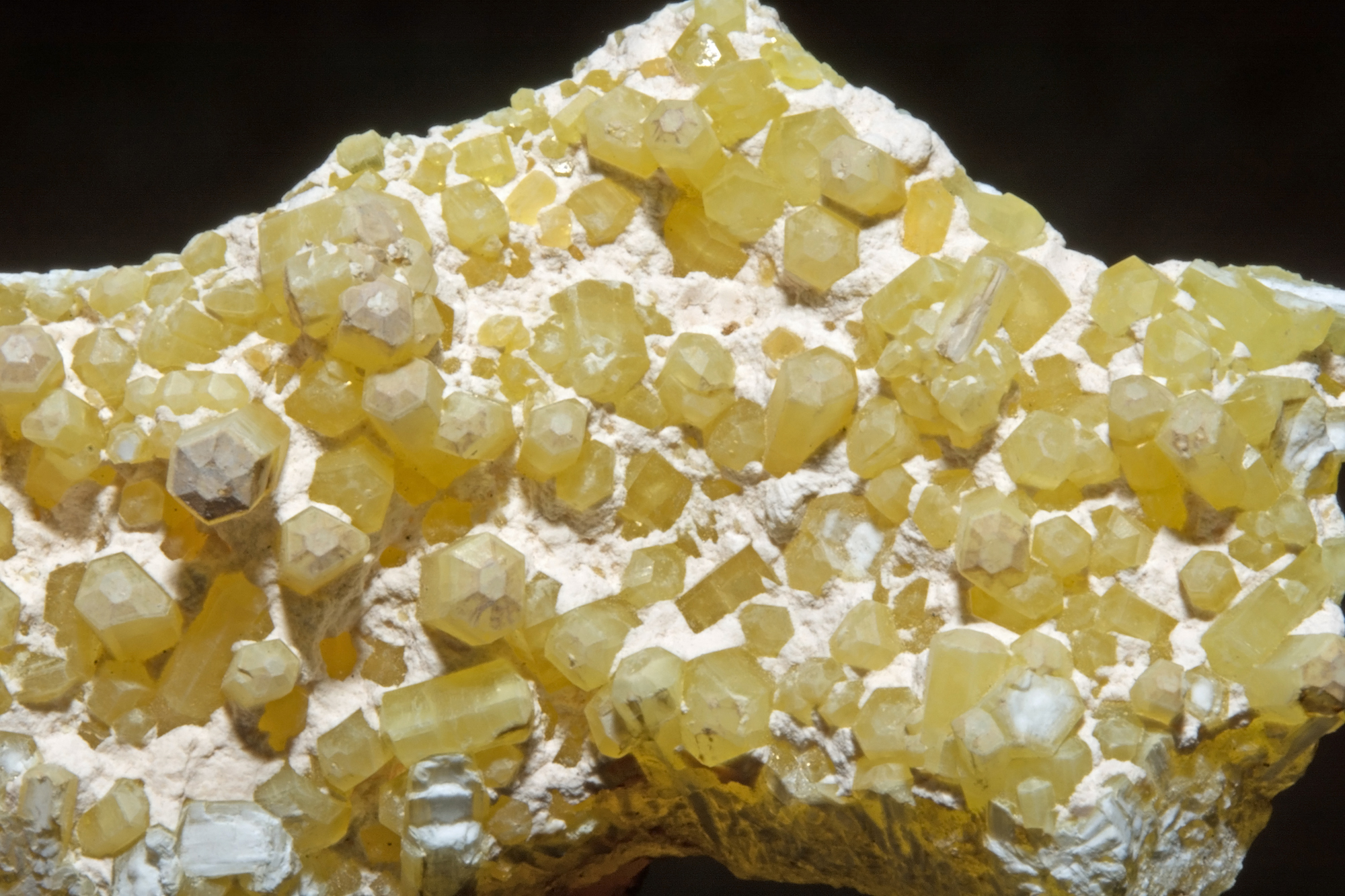

Ettringiet is het resultaat van de reactie van tricalciumaluminaat of verbindingen daarvan in cement met sulfaten en water. 
Ettringiet vormt zich in de cementpasta de eerste paar uur na toevoegen van water. De vorming van ettringiet heeft een forse volumevergroting tot gevolg in het jonge plastische beton. 
- Bij langzame verharding is dit geen direct probleem omdat het beton dan nog plastisch is.
- Bij snellere verharding kunnen scheuren optreden. Bij bv. vries-dooi-problemen of bij extra aanvoer van sulfaationen kan ettringiet in beton ervoor zorgen dat het beton vanuit de met ettringietkristallen gevulde poriën verzwakt en "verpulvert".